# Bálintitt-kastély (Nagyernye)
Nagyernye nevezetes műemlék épülete a 19. századi Bálintitt-kastély a község keleti oldalán lévő magaslaton áll.

## Története
| „                                     | E falu egy magaslaton igen festőileg fekszik, ott van b. Bálintith Józsefnek egy gyönyörű műkert közepén emelkedő gót modorú kastélya. | ” |
| – Orbán Balázs: A Székelyföld leírása | |   |

Nagyernye az egykori Marosszék legészakibb faluja, nevét az Ernyei nevű főúri családtól kapta.
A korabeli dokumentumok szerint a települést először 1332-ben Ernee néven említették. A nagyernyei birtok tulajdonosa évszázadokon át az Ernyei család volt, a későbbiekben a Bálintitt család házasság révén szerezte meg. A székelyderzsről származó Petky család egyik leszármazottja, Mária a 19. század elején Bálintitt (III.) Györgyhöz ment feleségül, így került az ernyei birtok a br. Bálintittok kezére.
Br. Bálintitt (I.) József (1808-1877) 1847-ben Marosszék főkirálybírája, majd 1848-1849-ben a királyi törvényszéki tábla tiszteletbeli, számfeletti bírája és nemzetőr-százados volt.
Fia, br. Bálintitt (II.) József (1851-1922) a költő, műfordító, 1881-től császári és királyi kamarás, 1884-től a nyárádszeredai kerület országgyűlési képviselője volt.
A Bálintitt család nagyernyei kastélya valószínűleg a 18. században épült, késő barokk stílusban.
A 19. században az épületet neogótikus stílusban átalakították, a későbbiekben még többször is végeztek átalakításokat. Az építkezések br. Bálintitt (II.) József (1851-1922) megrendelésére történtek.
A 20. század elején Bálintitt György, (II.) József egyik fia volt a tulajdonos. Korai halálát követően a birtokot öccse, Károly (1883-1943) vette át. Ő br. Feilitzsch Mária-Olgát vette feleségül, első gyermekük ifj. Károly (1911-) volt az ernyei kastély utolsó tulajdonosa. 1946-ban a kastélyt átalakították, az északi szárnyat lebontották, így vált L alakúvá az épület.
Az államosítás után, 1954-ben a község általános iskoláját rendezték be az épületben. A kastélyt a rendszerváltás után visszaszolgáltatták a családnak, ahol már csak az óvoda működik. Az épület állapota elfogadható, a park azonban már csak kevésbé emlékeztet az egykori díszes kastélykertre.

## Leírása
Az egyszintes kastély alaprajza eredetileg U alakú volt, az átépítések következtében azonban L alakú lett, és elveszítette eredeti, szimmetrikus kiképzését. Főhomlokzatának bal oldali sarkát jelentősen átépítették: kétszintessé bővítették, és az emeleten egy öntöttvasból készült, konzolos erkély is helyet kapott.
Az ablaknyílások egykor félkörívűek voltak, de a későbbiek során átalakították. A homlokzatokat főpárkány, az ablakkereteket könyöklő és szemöldökpárkányok díszítették. Az erkélyt tartó vaskonzolokat az átalakításkor nem szedték ki a falazatból.
A kastélynak 18 szobája volt, a két dór oszlopos szépen berendezett szalonban az ősök arcképeit helyezték el.
Az épületben őrizték egykor a kiváló magyar humanista, Kovacsóczy Farkas kancellár levéltárát és értékes könyvtárát. A könyvtár kb. 15000 könyvet tartalmazott: magyar, német, francia és angol nyelvűeket, ugyanakkor sok régi orosz író műveit is, német fordításban.

## Építtetői, tulajdonosai
A 19. századi kastély építtetője a költő, műfordító br. Bálintitt (II.) József (1851-1922) volt, aki 1881-től császári és királyi kamarás, 1884-től a nyárádszeredai kerület országgyűlési képviselője. 1895-ben jelent meg a Költemények című kötete, melyben saját versei mellett a kor német, francia és angol költőinek válogatott és általa lefordított versei is helyet kaptak.
A 20. század elején Bálintitt (II.) József egyik fia, György volt a tulajdonos, majd a birtokot öccse, Károly (1883-1943) vette át.
Az ernyei kastély utolsó tulajdonosa ifj. Bálintit Károly (1911) volt. Br. Bálintitt Károly iskoláit Marosvásárhelyen, a bécsi Theresianumban, majd a budapesti Ludovika Katonai Akadémián végezte. Huszárként került az orosz frontra 1942-ben, ugyanabban az évben Törökországba nevezték ki katonai attasé-helyettesnek. A világháborút követően, csak 1946-ban térhetett vissza az ernyei birtokra. A rossz állapotban talált, részben kifosztott kastélyt a későbbiekben átalakíttatta. A felújítások során lebontatták az északi szárnyat, így az épület L alakúvá vált.
Az utolsó nagyernyei báró, Bálintitt Károly az 1949-es deportálás elkerülése végett egy ideig Bukarestbe bujkált, majd Magyarországra menekült. 1956-ban feleségével br. Apor Évával együtt az Amerikai Egyesült Államokba emigráltak.
A tengeren túl sokáig vezette az Amerikai Erdélyi Szövetséget, elnöke volt a New York-i Magyar Háznak, ő adta ki a Transsylvania című folyóiratot, és elnöke volt a három kontinensen élő huszárokat összetartó Társaskörnek.

## A kastély kertje
A kastély előtti domboldalon terült el a nagyméretű park, melynek maradványai az egykori halastóval ma is jól láthatók.
A nagy kiterjedésű, fákkal és virágokkal díszített park tavát csónakázásra is használták. A kertből a kastélyba vezető íves út a veranda előtti lépcsőfeljáróig tartott.
A kastély előtt, baloldalt jegenyefák sorakoztak, amelyek a korra jellemző angolkertek mintájára voltak kialakítva. Az egykori gyönyörű parkban két virágház is épült, ugyanakkor egy kis és egy nagy csorgója is volt.
A kastélyparkot Bálintitt György létesítette, melyből mára azonban már csak néhány öreg fa sejteti egykori képét, a halastó pedig elláposodott.